# Maltesisk lira
Maltesisk lira (Lm - Lira Maltija) var den valuta som användes i Malta. Valutakoden var MTL. 1 Lira (pluralform liri) = 100 cents = 1000 mils.
Valutan infördes 1973 och ersatte det tidigare maltesiska pundet som infördes 1825.
Valutan hade en bunden växelkurs från den 2 maj 2005 till euron genom ERM II. Den övergavs till förmån för eurons införande i Malta den 1 januari 2008. Den slutliga kursen fastställdes till att 1 euro motsvarar 0,4293 MTL.

## Användning
Valutan gavs ut av Centralbank of Malta / Bank Ċentrali ta’ Malta - BCtM som grundades 1968. BCtM hade huvudkontor i Valletta.

## Valörer
- mynt: 1 Lira
- underenhet: 1, 2, 5, 10, 25 och 50 cents
- sedlar: 2, 5, 10 och 20 MTL